# Пик Данте
«Пик Данте» (англ. Dante's Peak) — американский фильм-катастрофа режиссёра Роджера Дональдсона по сценарию Лесли Боэма, с Пирсом Броснаном, Линдой Хэмилтон и Чарльзом Хэллаханом в главных ролях. Действие фильма происходит в вымышленном городе Пик Данте, жители которого борются за выживание во время внезапного извержения стратовулкана. 7 февраля 1997 года фильм вышел в прокат от студий Universal Pictures и Pacific Western Productions. Он получил негативные отзывы критиков и имел средний успех. Это был последний фильм Чарльза Хэллахана, который скончался через девять месяцев, в ноябре 1997 года.

## Сюжет
Учёный-вулканолог Гарри Далтон, потерявший жену во время извержения вулкана, отправляется в Пик Данте, в маленький городок, расположенный на северо-западном побережье США, для того, чтобы заняться там рутинной работой — исследованием сейсмической ситуации. Некоторые признаки говорят о том, что давно спящий вулкан может пробудиться. В окрестностях города погибла пара молодых людей, во внезапно вскипевшей воде геотермального источника, где они принимали ванну.
Руководство города не обращает внимания на данные учёных, и лишь мэр Пика Данте Рэйчел Уэндо, с которой у него завязался роман, соглашается с предупреждениями. Однако им не удаётся убедить остальных начать эвакуацию населения. После недели безуспешных исследований вулканологи сворачивают своё оборудование в районе Пика Данте. Далтон уже собирается покинуть город, когда в стакане воды из под крана учёный замечает резкий запах диоксида серы. Вместе с Рэйчел Гарри торопится на городскую водокачку и обнаруживает признаки скорого извержения.
Население собирают для того, чтобы объяснить план эвакуации и в этот момент начинается извержение. В городе начинается паника из-за массовых разрушений. Дети Рэйчел решили сами поехать спасать бабушку Руфь, свекровь Рэйчел, живущую в домике на отшибе от города ближе к вулкану. Рэйчел и Гарри бросаются их спасать на внедорожнике. Они догоняют их возле дома Рут, но оползень разрушил дорогу, отрезав путь назад. Вулкан извергает лаву, которая уничтожает дом. Беглецы спасаются на лодке по реке, но вода, превратившаяся в серную кислоту, разъедает днище. Вскоре кислота также разъедает винт и лодка теряет ход. Руфь жертвует собой, спрыгнув в воду и подтолкнув лодку к мосткам: получив сильные химические ожоги ног, она позже умерла.
Тем временем население и вулканологи эвакуированы подоспевшей национальной гвардией США. При переправе через реку грязевой поток сносит мост, и начальник Гарри, ехавший в последней машине, погибает. Рэйчел и Гарри с детьми возвращаются в покинутый город. Они не успевают бежать в безопасное место подальше от города, и вынуждены укрыться от пирокластического потока в заброшенной шахте. Там их находят спасатели, благодаря специальному аварийному датчику, который успел захватить с собой Гарри.

## В ролях
- Пирс Броснан — Гарри Далтон
- Линда Хэмилтон — Рэйчел Уэндо
- Чарльз Хэллахан — Пол Дрейфус
- Грант Хеслов — Грег
- Элизабет Хоффман — Руфь, свекровь Рэйчел
- Джереми Фоули — Грэм Уэндо
- Джейми Рене Смит — Лорен Уэндо
- Арабелла Филд — Нэнси
- Брайан Редди — Лес Уоррел
- Кирк Тратнер — Терри
- Ци Ма — Стэн
- Билл Болендер — шериф Тёрнер
- Кэрол Андроски — Мэри Келли

## Съёмки
Виды города до извержения снимали в городке Уоллес, в штате Айдахо. Сам Пик Данте и окружающая среда на заднем плане, дорисованы с помощью компьютерной графики. Сцену, где вулканологи спускаются в кратер вулкана, снимали на действующем вулкане Сент-Хеленс в штате Вашингтон.

## Критика
Во время выхода этой картины на экраны США критики несколько поиронизировали над прихотливой судьбой кинематографистов из Голливуда. Одновременно выпущенная в повторный прокат двадцатилетней давности лента «Звёздные войны» Джорджа Лукаса опередила и по результатам первого уик-энда, и по общим итогам кассовых сборов новое творение «Пик Данте», решённое во вроде бы зрелищном жанре фильма-катастрофы. Однако эта во многом оправданная насмешка оказалась впоследствии ещё более горькой, поскольку ни «Вулкан» Мика Джексона, ни «Скорость 2: Контроль над круизом» Яна де Бонта явно не оправдали зрительских ожиданий и даже принесли существенные убытки студиям. Поэтому кассовый показатель $67,2 млн в США и $178,1 млн в мире, который был достигнут «крепким середнячком», бывшим новозеландским постановщиком Роджером Дональдсоном (любопытно, что одним из продюсеров являлся режиссёр Джеф Мёрфи, другой выходец из «зелёной страны», переселившийся в США), всё-таки заслуживает внимания.
Рецензенты критически оценили надуманность сюжетных коллизий картины (из всех невероятных ситуаций, случившихся после извержения вулкана, живой и невредимой выходит главная романтическая пара (мужчина-вулканолог и женщина-мэр), а также двое детей героини и собачка), однако вместе с тем в критике отмечается, что фильм, несмотря на недоработки сценария, «почти стопроцентно действует, заставляя с удовольствием следить за тем, как все, кто должен избежать смерти, буквально в последнюю секунду и лишь на миллиметр от опасности счастливо остаются в живых. <…> Нельзя также не отметить, что ирландский актёр Пирс Броснан, который прославился после исполнения роли Джеймса Бонда <…> воплощает в „Пике Данте“ героя по фамилии Далтон (большой привет прежнему исполнителю в бондиане!) и кажется даже поживее, нежели скроенный по новому компьютерному рецепту агент 007».